# Rhorus hervieuxii
Rhorus hervieuxii är en stekelart som först beskrevs av Léon Abel Provancher 1879.  Rhorus hervieuxii ingår i släktet Rhorus och familjen brokparasitsteklar. Inga underarter finns listade i Catalogue of Life.